# Cella Dati
Cella Dati (Céla in dialetto cremonese) è un comune italiano di 486 abitanti della provincia di Cremona, in Lombardia.

## Storia
Nel 1863 il comune di Cella assunse la nuova denominazione di "Cella Dati".

### Simboli
Lo stemma del comune di Cella Dati riunisce l'aquila coronata simbolo della famiglia Dati di Cremona con la testa di bue dei Barbò, un tempo proprietari della villa del XVII secolo attuale sede del municipio. Il gonfalone in uso è un drappo partito di giallo e di rosso.

## Monumenti e luoghi d'interesse
- Chiesa parrocchiale di Santa Maria Assunta
- Villa Dati, importante villa di fine Seicento visitabile grazie al FAI - Fondo per l'Ambiente italiano, costruita dall'omonima famiglia che ha dato nome anche al paese, passata in proprietà al comune e sede del municipio.

## Società

### Evoluzione demografica
Abitanti censiti

## Infrastrutture e trasporti
Tra il 1888 e il 1954 Cella Dati era servita da una stazione della tranvia Cremona-Casalmaggiore, gestita in ultimo dalla società Tramvie Provinciali Cremonesi.